# Micro-organisme exigeant
En microbiologie, un microorganisme exigeant est un microorganisme qui nécessite des éléments nutritifs spéciaux dans son milieu de culture.
Un exemple d'organisme exigeant est le gonocoque, Neisseria gonorrhoeae, parce qu'il a besoin de sang ou d'hémoglobine et de plusieurs acides aminés et vitamines pour croître.